# 涼本秋穗
涼本秋穗（日语：／ Suzumoto Akiho，10月16日—）是日本的女性聲優，東京都出身。VIMS所屬。

## 人物
日本播音演技研究所畢業。
2017年在手機遊戲《勇氣之劍×火焰之魂》中的角色聲音甄選中得獎，並獲得演出ΦΦΦ這個角色的機會。
和聲優峯田茉優是好友。

## 演出作品
※粗體字為主要角色。

### 電視動畫
2018年
- 皇帝聖印戰記（伊莉娜）
- DAME×PRINCE ANIME CARAVAN（街上的人B）
- 機獸戰記 狂野爆發（孩子們）

2019年
- Re:Stage！Dream Days♪（學生會會計）
- 美妙射擊部（貝島沙由）

2020年
- 無能力者娜娜（學生）

2021年
- 終末的後宮（女醫）

2022年
- 終末的後宮（女子、護士、女研究員）

2023年
- 為了養老，我要在異世界存8萬枚金幣（カルラ）
- 滿懷美夢的少年是現實主義者（夏川愛華[5]）

2024年
- 偶像大師 閃耀色彩（有栖川夏葉[6]）
- THE NEW GATE（ミリー[7]）
- 偶像大師 閃耀色彩 2nd season（有栖川夏葉[8]）

### 遊戲
2017年
- 緹利亞傳說（尤莉）
- 勇氣之劍×火焰之魂（ΦΦΦ[3]、溫蒂妮、鎌鼬[9]）

2018年
- 偶像大師 閃耀色彩（有栖川夏葉[10]）

2019年
- 魔法紀錄 魔法少女小圓外傳（紅晴結菜）

2021年
- 怪物彈珠（2021年 - 2022年 富蘭克林[11]、銀蓮花[12]）

### 廣播劇CD
2017年
- 蒼藍雷霆 鋼佛特 爪 樂園狂騷曲（歐爾加[2][13]）

### 廣播節目
- 涼本秋穗的認真！AniLove（2017年10月2日－2018年3月30日、超!A&G+）[14]

### 其他
- LINE貼圖《偶像大師 閃耀色彩》（2019年，有栖川夏葉）

## 音樂CD

### 角色歌
| 發售日   | 商品名稱                                                            | 演唱名義       | 歌曲                                            | 備註                              |
| 2018年   | 2018年                                                              | 2018年         | 2018年                                          | 2018年                            |
| -------- | ------------------------------------------------------------------- | -------------- | ----------------------------------------------- | --------------------------------- |
| 6月6日   | THE IDOLM@STER SHINY COLORS BRILLI@NT WING 01「Spread the Wings!!」 | 閃耀色彩       | 「Spread the Wings!!」 「Multicolored Sky」     | 遊戲《偶像大師 閃耀色彩》主題曲   |
| 9月5日   | THE IDOLM@STER SHINY COLORS BRILLI@NT WING 04                       | 放學後頂點女孩 | 「」                                            | 遊戲《偶像大師 閃耀色彩》相關歌曲 |
| 12月19日 | THE IDOLM@STER SHINY COLORS SE@SONAL WINTER                         | 閃耀色彩       | 「SNOW FLAKES MEMORIES」 「Let's get a chance」 | 遊戲《偶像大師 閃耀色彩》相關歌曲 |

### 其他
| 發售日   | 商品名稱 | 演唱名義 | 歌曲   | 備註                            |
| 2017年   | 2017年   | 2017年   | 2017年 | 2017年                          |
| -------- | -------- | -------- | ------ | ------------------------------- |
| 11月19日 |          | Saison   | 「」   | 廣播節目《認真！AniLove》片頭曲 |

### 團體成員
1. 1 2   櫻木真乃（關根瞳）、風野燈織（近藤玲奈）、八宮繚（峯田茉優）、月岡戀鐘（礒部花凜）、三峰結華（成海瑠奈）、白瀨咲耶（八卷安奈）、田中摩美美（菅沼千紗）、幽谷霧子（結名美月）、桑山千雪（芝崎典子）、大崎甘奈（黑木穗乃香）、大崎甜花（前川涼子）、小宮果穗（河野日和）、西城樹里（永井真里子）、有栖川夏葉（涼本秋穗）、杜野凜世（丸岡和佳奈）、園田智代子（白石晴香）
2. ↑  小宮果穗（河野日和）、園田智代子（白石晴香）、西城樹里（永井真里子）、杜野凜世（丸岡和佳奈）、有栖川夏葉（涼本秋穗）
3. ↑  草本夏明、涼本秋穗、峯田茉優

## 外部連結
- 事務所官方簡歷 （页面存档备份，存于）（日語）